# پرو (شاهرود)
یکی از روستاهای شهرستان شاهرود در استان سمنان ایران است. این روستا در دهستان خرقان در بخش بسطام جای دارد. جمعیت روستای چهارطاق پرو بر پایه نتایج سرشماری سال ۱۳۸۵ برابر با ۲٬۱۷۱ نفر (۶۰۶ خانوار) بوده است.